# Schloss Kežmarok
Das Schloss Kežmarok, auch Burg Kežmarok, Kesmark oder Thököly-Schloss genannt; slowakisch Kežmarský zámok oder Kežmarský hrad ist ein Schloss beziehungsweise Stadtburg in der ostslowakischen Stadt Kežmarok (deutsch Kesmark). Es liegt im nördlichen Teil der Altstadt, fast am linken Ufer des Flusses Ľubica.

## Geschichte
Im Areal der späteren Stadtburg befanden sich Siedlungen in der Hallstattzeit sowie der Puchauer Kultur. Im nordöstlichen Teil stand die vor 1251 errichtete Elisabeth-Kirche, zu der 1368 ein Kloster hinzugebaut wurde. Die genaue Entstehungszeit oder Gründe der Erbauung sind nicht bekannt, erstmals wurde die Burg aber 1447 während der Besetzung der Stadt durch Johann Giskras Truppen erwähnt. 1462 wurde die Burganlage durch Emmerich Zápolya erworben, der nach 1465 mit dem Bau einer gotischen Burg begann. Der Bau wurde nach 1486 fertiggestellt, die einstige Kirche wurde geschleift. Aus dieser Zeit stammen der Eingangsturm sowie die Burgmauer mit Bastionen (inklusive der späteren Kapelle), die in die bestehenden Stadtmauer einbezogen wurden, unweit der älteren Burgmauer wurden Wirtschaftsgebäude errichtet.

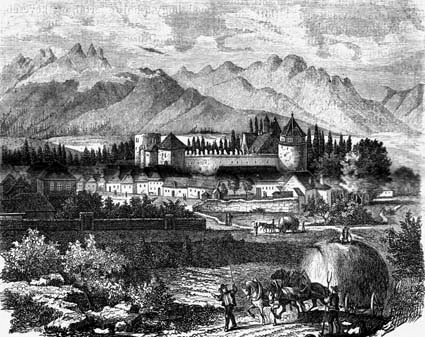
Historische Abbildung

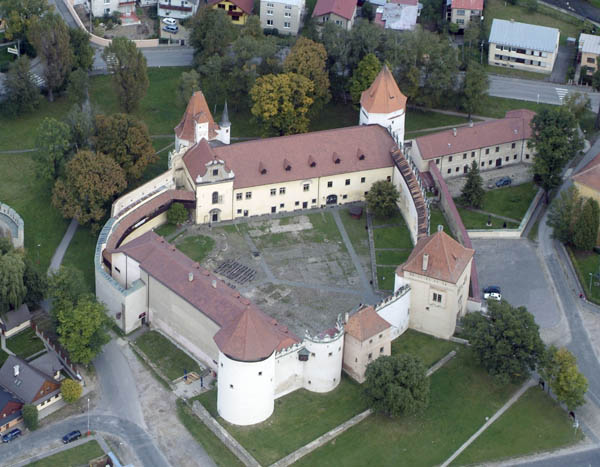
Luftbild

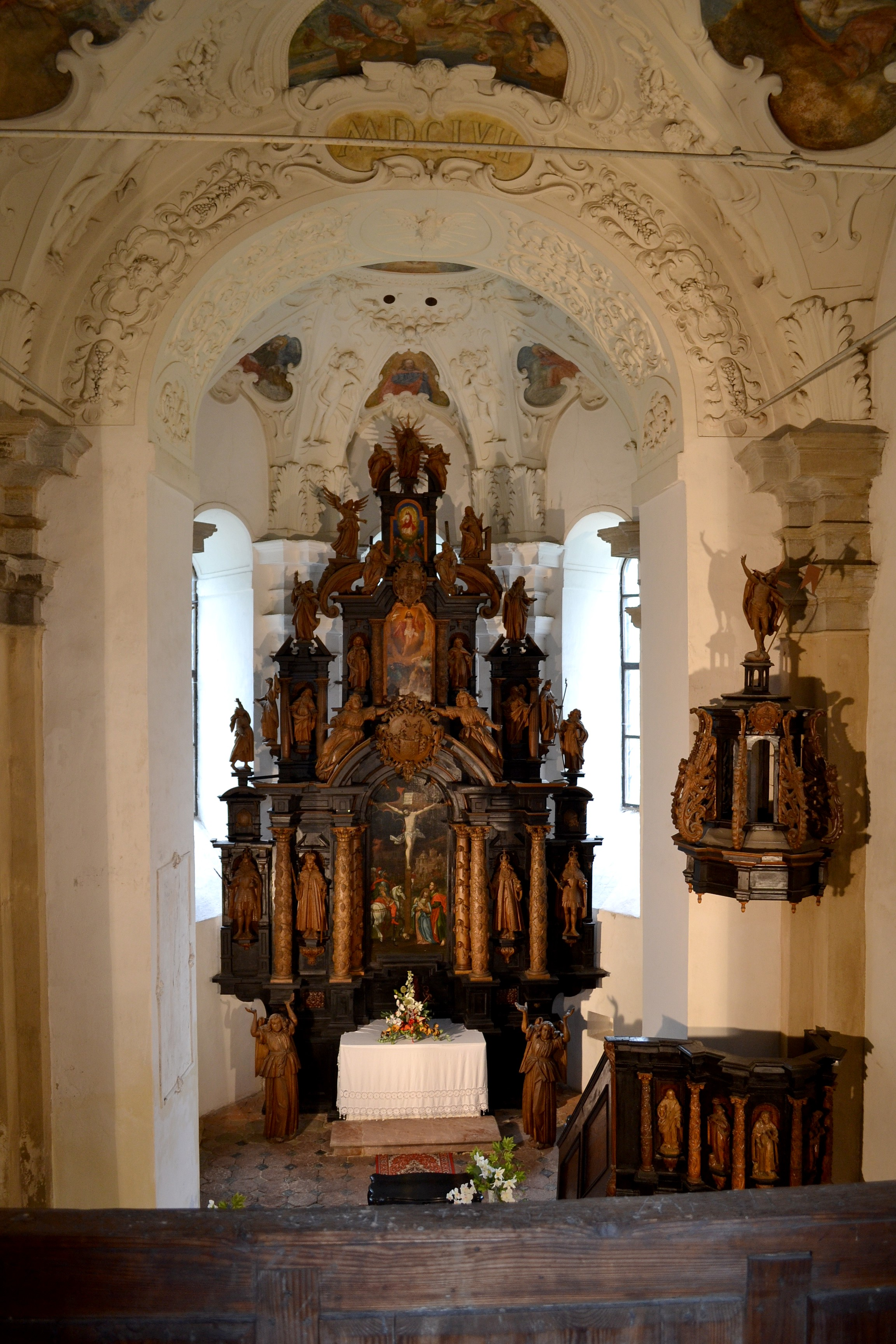
Schlosskapelle

Im 16. Jahrhundert wurde die Burg in die Machtkämpfe nach der verloren gegangenen Schlacht bei Mohács verwickelt. Der damalige Besitzer Johann Zápolya pachtete 1527 die Burg an Franz Battyány, nach dessen Verrat wurde sie Besitz von Hieronymus Łaski aus der gleichnamigen polnischen Familie, der die Verwaltung aber erst 1531 wegen der zwischenzeitlichen Besetzung durch habsburgische Truppen übernahm. Wegen ständiger Geldknappheit konnten weder Hieronymus bis zu seinem Tod im Jahr 1541 noch sein Sohn Albert in den Ausbau der Burg investieren, vielmehr führte Albert einen kostspieligen Lebensstil. Auch aus diesem Grund heiratete er die 21 Jahre ältere Beata Kościelecka, die 1565 den ersten bekannten Ausflug in das Schneegebirge, wie die Hohe Tatra damals genannt wurde, in die Gegend von Zelené pleso unternahm. Albert ließ sie danach wegen dieser in seinen Augen „unmoralischen“ Tat im Schloss einkerkern und eignete sich ihr Vermögen ein. 1571 musste er die Burg und die Stadt an Hans Rueber zu Pixendorf gegen eine Kreditaufnahme von 10.000, später weitere 32.000 Gulden verpachten. Wegen nicht fristgerechter Zurückzahlung wurde Rueber zum vorübergehenden Besitzer. Nach einem verheerenden Brand in der Burg im Jahr 1575 und notwendigen Erneuerung sah sich Rueber gezwungen, die Burg 1577 an Stanislaus Thurzo (gegen 12.000 Gulden) und 1579 an Stephan Thökoly, einen reichen Kaufmann aus Tyrnau (gegen 42.000 Gulden), erneut zu verpachten. Łaski hatte keine Kenntnis davon und lieh sich weitere 18.000 Gulden bei Thököly, wovon wiederum Rueber nicht informiert wurde. Da weder Łaski noch Rueber ihre Schulden getilgt hatten, dazu Rueber 1584 verstarb, ging die gesamte Herrschaft an Thököly.
Die Familie Thököly war über vier Generationen als Herrscher in der Burg ansässig. Während ihrer Herrschaft wurde die Burg zu einer reichlich verzierten Renaissance-Festung umgebaut, wobei insb. Stephan I. Thököly sich um den Umbau verdient gemacht hatte. Im 17. Jahrhundert wurde die Festung 1628 und 1658 nochmals umgebaut. Dabei wurden u. a. der als Wohnquartier benutzte Nordflügel sowie der Haupteingang erneuert und die Burgmauer mit einer Dachkrönung im Renaissancestil versehen. Die Bauarbeiten wurden im Wesentlichen durch den Bau der frühbarocken Kapelle im Jahr 1658 abgeschlossen. Mit den Thökölys spitzten die aber schon angespannten Verhältnisse zwischen den Stadtbürgern und der Burgherrschaft weiter zu, als die Thökölys ihre Macht in der königlichen Freistadt durchsetzten wollten, sodass gewalttätige Auseinandersetzungen fast an der Tagesordnung waren. Nach der Niederschlagung des antihabsburgischen Aufstandes von Emmerich Thököly wurde die Festung durch die kaiserliche Macht konfisziert und 1687 an den Grafen Ferdinand Rueber veräußert. Nach dessen Tod im Jahr 1700 begannen seitens der Stadt Verhandlungen um den Erwerb des Schlosses und dessen Herrschaftsgebiets, die 1702 gegen einen Preis von 80.000 Rheinischen Gulden abgeschlossen wurden. Die Schuld sollte bis 1706 getilgt werden, doch bereits 1703 brach der Aufstand von Franz II. Rákóczi aus, den die Stadt Kesmark unterstützte und wurde dafür seitens der Habsburger hart bestraft. 1711 nahm die Stadt Zahlungen wieder auf, aber erst 1720 erwarb sie die letzten Objekte und zwar die Kapelle und die Pferdeställe.
Die Stadt nutzte das Schloss für verschiedene Wirtschaftszwecke, im Laufe der Zeit verfiel es aber zusehends. 1741 und 1787 brannte es nieder und drei Flügel wurden nicht wieder errichtet. Um 1860 wurden die westlichen Mauern teilweise abgetragen und dort neue Kasernen errichtet, die Pferdeställe wurden zum Stadtspital. Nach einem weiteren Brand im Jahr 1901, der die Dachflächen zerstörte, übernahm das ungarische Denkmalamt die Betreuung des Schlosses und ließ es nach damals vorherrschenden Meinung im Stil der Romantik erneuern. 1931 wurde in einem der Türme das Städtische Museum eingerichtet. Während des Zweiten Weltkriegs war im Schloss eine Abteilung der Gestapo untergebracht, die hier u. a. mehrere Partisanen hinrichtete. Nach Kriegsende wurde das Schloss von 1962 bis 1985 als Denkmal instand gesetzt und ist heute als Ganzes ein Museum.